# Moteur SR20DET Nissan
Le moteur SR20DET Nissan est un moteur thermique automobile à combustion interne de  2.0 L (1,998 cc), essence quatre temps, il s'agit d'un moteur « performance » du constructeur automobile japonais Nissan. Issu de la série SR (un des seuls avec le SR16 et le SR18) il est apparu pour la première fois en 1989 sur la Nissan Bluebird, probablement comme projet de rallye pour Nissan.
Il s'agit d'un 4-cylindres, double arbre à cames en tête (16 soupapes) avec deux litres de cylindrée. Il a une admission forcée par turbocompresseur et un intercooler.

## Historique
Le SR20DET a équipé les Nissan Bluebird, les Sunny (Pulsar) GTI-R, et surtout la série des Silvia (et sa version Japonaise 180SX) dans lesquelles il a remplacé le CA18DET d'origine car celui-ci ne satisfaisait plus aux normes antipollution du Japon.
La première série de SR20DET, appelée « Redtop » en raison de son cache culbuteurs peint en rouge métallisé, développe 205 chevaux à 6 000 tours par minute. Ce modèle est équipé d'un turbo Garrett T28 et a fait partie des motorisations des Nissan S14 et RS13 Zenki et Kouki (avant 1994).
La deuxième génération de SR20DET, appelée « Blacktop », toujours en raison de la couleur de son cache culbuteurs, revendique 220 chevaux à 6 000 tours par minute, avec l'acquisition d'un turbo légèrement plus évolué, un garrett T28 « ball bearing »  (roulement à billes) et non « oil bearing » (à palier) comme la première génération et l'introduction du système VCT (Variable Cam Timing). Il a équipé les S13 et RS13 Kouki (après 2004) ainsi que les Silvia et 200SX S14, modèles avec lesquels il débarquait pour la première fois (officiellement) en europe. Les S14 américaines ont elles conservé le 2,4 L KA24 ainsi que leur dénomination (240SX)
La troisième génération du SR20DET apparaît en 1999 en même temps que la nouvelle Nissan Silvia S15. Il se voit doté de quelques modifications mineures (collecteur d'admission, VCT revu) et d'une boîte à six rapports avec des performances confortables de 250 chevaux à 6 400 tr/min.
Mais le SR20DET est avant tout le rêve des tuners et des drifteurs, car il prend aisément des tours (le rupteur est aux alentours de 7 500 tr/min d'origine) et pour un faible budget on peut facilement le faire monter à 380cv sans modifier les pièces internes, des cartographies génériques de type horsham peuvent déjà faire grimper les performances sans forge des internes de 340 a 360cv pour son stage 3a (voir site horsham pour les pièces a monter), une cartographie nistune (équivalente à celle d'origine mais entièrement tunable est intégrable à l'intérieur de l'écu pour une reprogrammation sur banc, un power fc fais aussi la même chose. Avec des internes renforcés, et un budget important, certains préparateurs en sortent de 500 à 600 ch. HKS et Tomei produisent un kit de réalésage pour porter la cylindrée du bloc à 2,2 litres et les préparations ainsi réalisées portent le nom de « SR22DET », mais Nissan n'a jamais sorti de « SR22 » officiel.
Des trois moteurs qui équipaient les S13 et S14, le SR20DET reste le plus performant, et le plus résistant. Il a été également dérivé en version non-turbo (SR20DE) et équipait notamment les Nissan 100NX GTi et les Primera GT avec une puissance de 150 ch ou encore les Sunny GTi (Pulsar sss) pour 143 ch ainsi que les Silvia Q’s S14 et S15 d’une puissance de 160 ch.

## Modèles de véhicules Nissan équipés d'un SR20DET
- Nissan BlueBird
- CA18DET
- KA24DE
- KA24E
- SR20DE
- SR20Di
- SR16VE
- SR20VE
- SR20VET
- SR18Di
- SR18DE